# Eastbourne (Durham)
Eastbourne – dzielnica w Darlington, w Anglii, w hrabstwie ceremonialnym Durham, w dystrykcie (unitary authority) Darlington. Leży 29 km na południe od miasta Durham i 348 km na północ od Londynu.